# アン＝ノア・マセンゴ
アン＝ノア・マセンゴ（Han-Noah Massengo, 2001年7月7日 - ）は、フランス・セーヌ＝サン＝ドニ県ヴィルパント出身のプロサッカー選手。バーンリーFC所属。元フランス代表。ポジションはMF。

## 経歴

### クラブ
ASモナコの下部組織出身。2018年11月6日のUEFAチャンピオンズリーグ・グループステージのクラブ・ブルッヘ戦でトップチームデビューを果たした。またこれにより、CL史上初の21世紀生まれの出場選手となった。
2019年8月5日、移籍金720万ポンドでブリストル・シティFCに移籍。4年契約を結んだ。
2023年8月31日、バーンリーFCに移籍した。

### 代表
年代別のフランス代表歴がある。また、コンゴ共和国代表としてプレーする権利も有している。